# Новак, Иржи (хоккеист)
Иржи Новак (чеш. Jiří Novák; 6 июня 1950, Яромерж, Чехословакия) — бывший чехословацкий хоккеист, центральный нападающий. Двукратный чемпион мира, серебряный призёр зимних Олимпийских игр в Инсбруке 1976 года. Заслуженный мастер спорта Чехословакии.

## Биография
Иржи Новак начал свою хоккейную карьеру в клубе «Тесла Пардубице», в котором провёл 12 сезонов (с 1967 по 1970, а также с 1972 по 1981 год). С 1970 по 1972 год он выступал за армейскую команду «Дукла Йиглава». Трёхкратный чемпион Чехословакии (2 раза с «Дуклой» и 1 раз с «Теслой»). В 1981 году уехал за границу, играл до 1985 года за швейцарскую «Лозанну», французский «Вильяр-де-Ланс» и итальянскую «Кортину».
С 1969 по 1980 год играл за сборной Чехословакии. Участник ЧМЕ 1973,  1975-1979 (51 матч, 22 гола), ЗОИ 1976 и 1980 (10 матчей, 6 голов). В её составе дважды становился чемпионом мира, был серебряным призёром Олимпийских игр. Помимо этого завоевал 3 серебряные и 1 бронзовую медаль на чемпионатах мира. В 1976 году был финалистом кубка Канады (5 матчей). Его партнёрами по тройке нападения в сборной были Владимир Мартинец и Богуслав Штястны, с которыми Новак также играл в «Пардубице».
После окончания игровой карьеры работал тренером в «Градец-Кралове» (с 1986 по 1989 год), а также в швейцарском «Невшателе» (с 1990 по 1991 год).
6 мая 2010 года введён в зал славы чешского хоккея.

## Достижения
- Чемпион мира и Европы 1976, 1977
- Серебряный призёр чемпионата мира и Европы 1975, 1978, 1979
- Бронзовый призёр чемпионата мира и Европы 1973
- Серебряный призёр Олимпийских игр 1976
- Финалист Кубка Канады 1976
- Чемпион Чехословакии 1971, 1972, 1973
- Серебряный призёр чемпионата Чехословакии 1975, 1976
- Бронзовый призёр чемпионата Чехословакии 1974
- Чемпион Европы среди юниоров 1968
- Бронзовый призёр чемпионата Европы среди юниоров 1969

## Статистика
- Чемпионат Чехословакии — 480 игр, 256 шайбы
- Сборная Чехословакии — 160 игры, 76 шайб
- Вторая швейцарская лига — 70 игр, 74 шайбы, 49 передач
- Чемпионат Франции — 36 игр, 30 шайб, 32 передачи
- Чемпионат Италии — 29 игр, 26 шайб, 28 передачи
- Всего за карьеру — 775 игр, 462 шайбы